# Seznam osobností Bostonu
V tomto seznamu jsou obsaženi lidé, kteří se v Bostonu narodili, žili, nebo mají jiný podobný blízký vztah k Bostonu a jeho okolí.
- Mary Dyerová (asi 1611–1660), puritánka, později kvakerka
- Elihu Yale (1649–1721), obchodník, guvernér Madrásu v britské Východní Indii a první mecenáš Yaleovy univerzita
- Benjamin Franklin (1706–1790), státník, diplomat, vydavatel, přírodovědec a spisovatel
- Thomas Hutchinson (1711–1780), guvernér Massachusetts
- Samuel Adams (1722–1803), politický filosof a jeden z Otců zakladatelů Spojených států amerických
- John Singleton Copley (1738–1815), anglický malíř amerického původu
- William Hooper (1742–1790), právník a politik
- Ralph Waldo Emerson (1803–1882), unitářský duchovní, esejista, básník a filosof.
- Edgar Allan Poe (1809–1849), romantický básník, prozaik, literární teoretik a esejista
- Albert Pike (1809–1891), právník, spisovatel, voják a Svobodný zednář
- Edward Tuckerman (1817–1886), botanik
- Louisa May Alcottová (1832–1888), spisovatelka
- Henry Adams (1838–1918), romanopisec, historik, esejista
- Percival Lowell (1855–1916), podnikatel, matematik, astronom a diplomat
- Louis Sullivan (1856–1924), architekt
- John Sullivan (1858–1918), boxer
- Eugene de Salignac (1861–1943), fotograf
- Sumner Paine (1868–1904), sportovní střelec, účastník prvních novodobých olympijských her v roce 1896 v Athénách, olympijský vítěz ve sportovní střelbě
- Alvin Langdon Coburn (1882–1946), americko-britský fotograf
- Walter Gropius (1883–1969), německý architekt a zakladatel Bauhausu
- Richard von Mises (1883–1953), rakouský matematik a mechanik
- Eugene O'Neill (1888–1953), dramatik, čtyřnásobný nositel Pulitzerovy ceny a nositel Nobelovy ceny za literaturu
- Roman Jakobson (1896–1982), ruský lingvista
- Carl Mydans (1907–2004), fotograf
- John Bardeen (1908–1991), fyzik a elektrotechnik, který získal dvakrát Nobelovou cenu za fyziku
- Willard Van Orman Quine (1908–2000), filosof a logik
- Merton Miller (1923–2000), ekonom
- Noah Gordon (* 1926), spisovatel
- Henry Way Kendall (1926–1999), fyzik, nositel Nobelovy ceny za fyziku
- John McCarthy (1927–2011), informatik a kognitivní vědec
- Sylvia Plathová (1932–1963), spisovatelka, básnířka a esejistka
- Edward Kennedy (1932–2009), politik ze slavné dynastie Kennedyů
- William Forsyth Sharpe (* 1934), ekonom a nositel Nobelovy ceny
- Story Musgrave (* 1935), astronaut
- Bruce McCandless (1937–2017), astronaut
- Michael Bloomberg (* 1942), podnikatel a starosta New Yorku
- Daniel Dennett (1942–2024), filosof a kognitivní vědec
- Joe Boyd (* 1942), hudební producent, dlouhodobě žijící ve Spojeném království
- Alan Wilson (1943–1970), frontman, zpěvák a skladatel americké bluesové kapely Canned Heat
- Tony Levin (* 1946), baskytarista a hráč na chapman stick
- Donna Summer (* 1948), zpěvačka
- James Taylor (* 1948), folkrockový zpěvák a kytarista
- Christa McAuliffeová (1948–1986, učitelka a astronautka, která zahynula při havárii raketoplánu Challenger
- Mike Stern (* 1953), jazzový kytarista
- Allison Janney (* 1959), herečka
- Michael Beach (* 1963), herec
- Jennifer Coolidge (* 1963), herečka
- Maura Tierney (* 1965), herečka
- Lisa Edelsteinová (* 1966), herečka a dramatička
- Bobby Brown (* 1969), R&B zpěvák, skladatel a tanečník
- Edward Norton (* 1969), herec, producent, scenárista a režisér
- Jeremy Roenick (* 1970), hokejista
- Uma Thurman (* 1970), herečka
- Mark Wahlberg (* 1971), herec a producent
- Jeremy Strong (* 1978), herec
- Eliza Dushku (* 1980), herečka
- Ben Foster (* 1980), herec
- Chris Evans (* 1981), herec
- Keith Yandle (* 1986), hokejista
- Samantha Logan (* 1996), herečka